# Шафиев, Рауф Бабир оглы
Рауф Бабир оглы Шафиев (азерб. Rauf Bəbir oğlu Şəfiyev; 2 августа 1937, Баку — 30 июля 1999) — советский азербайджанский деятель спорта, один из основоположников развития национальной секции самбо и дзюдо.

## Биография
Рауф Шафиев родился в 1937 году в Баку. В 1955—1960-е годы он учился в Институте Нефти и Химии Азербайджана и далее посвятил свою профессиональную карьеру работе в различных управленческих и научно-исследовательских институтах, связанных с добычей нефти и газа. Он также занимался преподавательской деятельностью и был лектором общества «Знание». В 1997 году он был удостоен медали «Ветерана труда».
Вместе с основной профессиональной деятельностью, Р.Шафиев занимался активно спортом, и принимал непосредственное участие в развитии самбо и дзюдо в Азербайджане. В 1950—1960-е годы Рауф Шафиев он был призером ряда соревнований по самбо в СССР, включительно Азербайджан. Он продолжил спортивную деятельность в качестве тренера и судьи по самбо и дзюдо. Он тренировал спортивные клубы «Динамо», «Водник», «Мясхул» и ряда другие. Первый мастер спорта по дзюдо в Азербайджане Сахиб Исмайлов и первый победитель всесоюзного соревнования от Азербайджана Алекпер Исмайлов являлись учениками Р.Шафиева. Известный республиканский дзюдоист Фирдовси Тагиев был первым учеником Шафиева. Среди других успешных борцов дзюдо — учеников Шафиева — Али Даврышев, Заур Мамедов, Сергей Селезнев, Исмаил Гаджиев, Мариф Гасанов и другие. В 1965—1973 годах Р. Шафиев являлся главным тренером национальной команды по самбо.
Спортивная карьера Р. Шафиева также отмечена успешным судейством на турнирах в СССР. Он удостоен звания судьи республиканской и международной категории, заслуженного тренера Азербайджана (1991) и заслуженного тренера Российской Федерации (1992). В мае 1993 года Р. Шафиев стал членом Международного Союза Тренеров Самбо.
С 2000 года в обществе «Динамо» в Баку ежегодно проводится турнир памяти Рауфа Шафиева.